# Łukasz Zjawiński
Łukasz Zjawiński (Pszczyna, 11 luglio 2001) è un calciatore polacco, attaccante del Polonia Varsavia.

## Caratteristiche tecniche
È un centravanti.

## Carriera

### Club
Cresciuto nel settore giovanile del Legia Varsavia, nel 2019 viene prestato allo Stal Stalowa Wola con cui debutta il 27 luglio 2019 in occasione dell'incontro di II liga perso 3-1 contro il Resovia Rzeszów.

### Nazionale
Ha giocato nella nazionale polacca Under-17.

## Statistiche
Statistiche aggiornate al 12 settembre 2021.

### Presenze e reti nei club
| Stagione        | Squadra           | Campionato      | Campionato | Campionato | Coppe nazionali | Coppe nazionali | Coppe nazionali | Coppe continentali | Coppe continentali | Coppe continentali | Altre coppe | Altre coppe | Altre coppe | Totale | Totale | Totale |
| Stagione        | Squadra           | Comp            | Pres       | Reti       | Comp            | Pres            | Reti            | Comp               | Pres               | Reti               | Comp        | Pres        | Reti        | Pres   | Reti   |        |
| --------------- | ----------------- | --------------- | ---------- | ---------- | --------------- | --------------- | --------------- | ------------------ | ------------------ | ------------------ | ----------- | ----------- | ----------- | ------ | ------ | ------ |
| 2019-2020       | Stal Stalowa Wola | 2L              | 16         | 1          | CP              | 1               | 0               |                    | -                  | -                  |             | -           | -           | 17     | 1      |        |
| 2020-2021       | Stal Mielec       | EK              | 24         | 1          | CP              | 2               | 0               |                    | -                  | -                  |             | -           | -           | 26     | 1      |        |
| 2021-2022       | Lechia Danzica    | EK              | 1          | 0          | CP              | 0               | 0               |                    | -                  | -                  |             | -           | -           | 1      | 0      |        |
| Totale carriera | Totale carriera   | Totale carriera | 41         | 2          |                 | 3               | 0               |                    | -                  | -                  |             | -           | -           | 44     | 2      |        |

## Palmarès

### Club

#### Competizioni nazionali
- Campionato polacco di seconda divisione: 1

Lechia Danzica: 2023-2024

### Individuale
- Capocannoniere della seconda divisione polacca: 1

2024-2025 (23 reti)